# Hemiodus parnaguae
Hemiodus parnaguae es una especie de peces de la familia Hemiodontidae en el orden de los Characiformes.

## Morfología
Los machos pueden llegar alcanzar los 14,6 cm de longitud total.

## Reproducción
Es ovíparo.

## Hábitat
Es un pez de agua dulce y de  clima subtropical.

## Distribución geográfica
Se encuentran en Sudamérica:  cuenca del río Parnaíba en Brasil.